# أمجد رسمي
أمجد رسمي (مواليد عمان 1974) فنان كاريكاتير أردني[ ؟ ] يعمل في جريدة الشرق الأوسط اللندنية، وهو صحفي وفنان تشكيلي، حيث إنه عضو رابطة التشكيليين الأردنيين، وأحد مؤسسي رابطة رسامي الكاريكاتير الأردنيين وأمين سرّها. فاز بجائزة الصحافة العربية لعام 2008 عن فئة الكاريكاتير.

## السيرة المهنية
درس رسمي الفن في معهد الفنون الجميلة بعمان، وعمل بعدها لفترة طويلة في جريدة الدستور[ ؟ ] الأردنية، قبل أن ينتقل للعمل لدى المجموعة السعودية للأبحاث والنشر، التي منحته درع الفنان الراحل محمود كحيل، كما نال العام 2008 جائزة الصحافة العربية في الدورة السابعة عن رسوماته المنشورة في جريدة الشرق الأوسط التي تُصدرها المجموعة، وهو الفوز الذي جعل نادي دبي للصحافة يختاره عضواً في لجنة تحكيم الجائزة عن فئة الكاريكاتير في دورتها لعام 2010. كما حازت رسومات رسمي المنشورة في صحف ومجلات دولية، مثل: فوربس[ ؟ ]، لوموند، نيويورك تايمز وواشنطن بوست، تقدير العديد من الكتّاب العرب الذين احتفوا بها في مقالاتهم.

## وصلات خارجية
- صفحة الفنان أمجد رسمي على موقع فيسبوك
- فن أمجد رسمي | Pinterest
- فيديو عن بعض أعمال الفنان أمجد رسمي
- جميع أعمال أمجد رسمي التي نٌشرت في جريدة الشرق الأوسط | 2875 عمل
- أمجد رسمي | Araby.org